# Defector (Steve Hackett)
Defector è un album musicale di Steve Hackett uscito nel 1980. Fu il quarto pubblicato come solista ed il terzo dopo l'uscita del chitarrista dai Genesis. L'album è stato ripubblicato nel 2005 dalla Camino Records con cinque bonus track.

## Musicisti

### Artista
- Steve Hackett: chitarra elettrica, acustica, tastiere e voce

### Altri musicisti
- John Hackett: flauto traverso e ottavino
- Nick Magnus: tastiere
- Dik Cadbury: basso elettrico e voce
- John Shearer: batteria e percussioni
- Peter Hicks: voce

## Tracce
1. The Steppes - 6:05
2. Time to Get Out - 4:11
3. Slogans - 3:46
4. Leaving - 3:16
5. Two Vamps as Guests - 1:58
6. Jacuzzi - 4:36
7. Hammer in the Sand - 3:11
8. The Toast - 3:42
9. The Show - 3:40
10. Sentimental Institution - 2:44 - (Steve Hackett/Peter Hicks)

### Bonus tracks nell'edizione del 2005
1. Hercules Unchained (Lato B del singolo The Show) - 2:44 - (Steve Hackett/Peter Hicks)
2. Sentimental Institution (Live al Theatre Royal, Drury Lane) - 3:02 - (Steve Hackett/Peter Hicks)
3. The Steppes (Live al Reading Festival) - 6:33
4. Slogans (Live al Reading Festival) - 4:19
5. Clocks - The Angel of Mons (Live al Reading Festival) - 5:54

- Tutti i brani sono di Steve Hackett tranne dove indicato.